# Кемализм
Кемали́зм (тур. Kemalizm), также ататюрки́зм (тур. Atatürkçülük) — идеология турецкого национализма, выдвинутая Мустафой Кемалем Ататюрком. Доныне считается официальной идеологией Турецкой республики. Однако современные сторонники кемализма считают, что их идеология является эффективной моделью развития стран Третьего мира. Сходной мысли придерживается и американский политолог Сэмюэл Хантингтон, особо выделяя в кемализме момент радикальной (революционной) вестернизации и разрыва с прежними культурными традициями. В основе кемализма лежат 6 пунктов («шесть стрел» — тур. Altı Ok). Первые четыре стрелы были сформулированы в 1927 году, а затем в 1931 к ним были добавлены ещё две. Окончательно доктрина шести стрел была закреплена в конституции 1937 года.

## «Шесть стрел»

### Республика
Республиканизм (тур. Cumhuriyetçilik) — идеал конституционной демократической республики как альтернатива османской абсолютной монархии. Принцип избираемости верховной власти (президент и меджлис) и подотчетность её народу. Турция была провозглашена республикой в 1923 году.

### Национализм
Национализм (тур. Milliyetçilik — от слова миллет) — идеал национального государства, патриотически воспитывающего своих граждан в духе преданности титульной нации. Отождествление этнического и гражданского. Национализму отводилось почетное место, он рассматривался как база режима. Национализм Ататюрка имел определенную специфику по сравнению с национализмом младотурок. Национализм Ататюрка, для обозначения которого предпочитался термин «миллетчелек» (от «миллет» — «нация»), вместо прежнего «тюркчелек» («тюркизм»), дистанцировался от расового национализма и пантюркизма, и понимался Ататюрком по французскому образцу — как идеология политической нации в границах Турецкой республики (а не тюркской этнической нации, как это было особенно у пантюркистов). Тем более отвергался исламистский и панисламистский компонент, свойственный младотуркам, с заменой ислама как высшей санкции существования нации — народом и «народностью». Нация мыслилась Ататюрком как включающая в себя всех граждан, а не только этнических турок, однако на основе турецкого этнического самосознания; не-турки подлежали воспитанию в духе такового, то есть ассимиляции. Однако в новейшей истории серьёзным вызовом турецкому национализму стал курдский сепаратизм.
Критерий нации: общее гражданство, общий язык, общая территория, общее происхождение, общая история и менталитет.

### Народ
Народность (тур. Halkçılık) — борьба против классового неравенства и сословных привилегий. С национализмом был связан принцип «народности», провозглашавший единство турецкого общества и межклассовую солидарность внутри его, а также суверенитет (верховную власть) народа и ВНСТ как его представителя.

### Лаицизм
Лаицизм, секуляризм (тур. Laiklik) — светский характер государства и отделение государства от ислама. Одной из первых реформ Мустафы Кемаля Ататюрка была отмена шариатского права. Затем был введен запрет на религиозное образование, а все школы были подчинены министерству просвещения. В современной Турции этот принцип проявляется в том числе в судебном преследовании партий происламской ориентации.
Мы глубоко уважаем религию. Мы не являемся оппозиционерами мысли и мышления. Мы только взываем не вмешивать религиозные дела в дела государства и народа. Мы не должны дать шансов реакционерам.

### Государственное регулирование
Этатизм, державность (тур. Devletçilik — от слова тур. Devlet: государство) — построение смешанной экономики при лидирующей роли государства. На практике это вело к национализации экономики, при сохранении мелкого частного сектора.

### Революция
Революционность (тур. İnkılapçılık) — курс на вестернизацию и борьбу с пережитками традиционного общества, опора на прогресс и просвещение. В интервью французскому журналисту Морису Перно Мустафа Кемаль Ататюрк заявил: 
Наша политика, наши традиции, наши устремления будут направлены на то, чтобы Турция стала европейской страной, или точнее, страной, ориентирующейся на Запад.
Яркими примерами вестернизаторской политики стали: перевод турецкого языка на латиницу, предоставление женщинам избирательного права.